# Сорокін Андрій Юрійович
Андрій Ю́рійович Сорокін (нар. 1 січня 1991) — український футболіст, півзахисник клубу Авангард (Краматорськ).

## Життєпис
Андрій Сорокін народився 1 січня 1991 року. На юнацькому рівні до 2008 року виступав за ЛВУФК (Луганськ) та провів 66 ігор та забив 3 голи у ДЮФЛУ. На аматорському рівні з 2009 до 2014 року виступав за ФК «Шахтар» (Красний Луч). З початком війни покинув Красний Луч та переїхав до Києва. Професіональну кар'єру розпочав у клубі «Інгульця-2», за який виступав із 2015 по 2017 рік, у складі клубу провів 20 поєдинків (з них 8 у Другій лізі чемпіонату України). Також виступав за «Інгулець-3», у складі якого став володарем кубку Кіровоградської області. У 2017 році перейшов до «Миру» за яку провів 25 матчів у Другій лізі чемпіонату України. Влітку 2018 року залишив Мир (Горностаївка) та перебрався до аматорського клубу ВПК-Агро. Взимку 2019 року повернувся до Миру. У кінці сезону 2018-2019 «Мир» припинив своє існування.
Влітку 2019 Сорокін перебрався до Білоруської Вищої ліги  у Мозирську "Славію". 

## Досягнення
- Кубок Кіровоградської області
  -  Володар: 2016[2]